# Geranium robustum
Geranium robustum là một loài thực vật có hoa trong họ Mỏ hạc. Loài này được Kuntze mô tả khoa học đầu tiên năm 1898.